# Albert Brödel
Albert Brödel (* 7. März 1897 in Wallendorf; † 4. März 1944 in Lublin) war Lehrer, Heimatdichter und Chronist in Thüringen.

## Leben
Über mehr als 400 Jahre lässt sich die Stammreihe seiner Vorfahren, die aus einem Köhlergeschlecht hervorgegangen ist, in Lichte nachweisen. Später, mit dem Einzug der Porzellanindustrie ab 1764, betätigten sie sich als Porzellanmaler. 1895 übernahm sein Großvater das „Gasthaus zum letzten Heller“ (⊙). Dort wurde Albert Brödel als viertes Kind von Karl Brödel und Ehefrau Emma, geb. Pröschold, geboren.
Albert Brödel besuchte von 1903 bis 1911 zunächst die Volksschule in Lichte und Wallendorf und dann von 1911 bis 1916 das Fürstliche Landesseminar in Rudolstadt. Es folgten Einberufung zum Heer 1916, Einsatz an Ost- und Westfront und Verwundung. Nach der Entlassung aus dem Heeresdienst wurde Albert Brödel im Jahre 1919 als Lehrer an die Schule nach Geiersthal berufen, mit Anschlussverwendung als Lehrer an die Schule in Oberhain. 1929 wurde er Lehrer in Unterschöbling.
Albert Brödel heiratete 1922 Marie Gitter, Bäckermeistertochter aus Wallendorf. Der Ehe entstammten drei Kinder.
Nach Einberufung zur Wehrmacht und Verwundung verstarb Albert Brödel am 4. April 1944 im Feldlazarett Lublin.

## Werke
- Umfangreiche Quellenstudien und Materialsammlung bezüglich Ortsgeschichte Lichte und Besiedlung Piesautal / Lichtetal
- Wolfgang Brödel (Hrsg.): „Von der Köhlerhütte zum Industrieort“. Ein Beitrag zur Geschichte des Ortes Lichte und der Siedlungen im oberen Lichtetal, nach amtlichen Quellen zusammengestellt 1937-1939. Kulmbach, 7. März 1997.
- Bekanntestes Gedicht: „Mein Lichtetal“.